# رازانوو (شهرستان بیاووبژگی)
رازانوو (به لهستانی:  Radzanów) یک روستا در لهستان است که در گمینا رازانوو (شهرستان بیاووبژگی) واقع شده‌است. رازانوو ۳۵۶ نفر جمعیت دارد و ۱۵۴ متر بالاتر از سطح دریا واقع شده‌است.